# Bifrenaria charlesworthii
Bifrenaria charlesworthii é uma espécie de orquídea epífita de crescimento cespitoso que só existe no sudeste do Brasil, onde habita florestas úmidas. Pertence ao grupo das Bifrenaria pequenas, classificadas ocasionalmente nos gêneros Adipe ou Stenocoryne. Pode ser diferenciada da espécie mais próxima, a Bifrenaria racemosa, da qual alguns taxonomistas consideram-na sinônimo, pela pilosidade abundante em seu labelo.